# Thomson-CSF

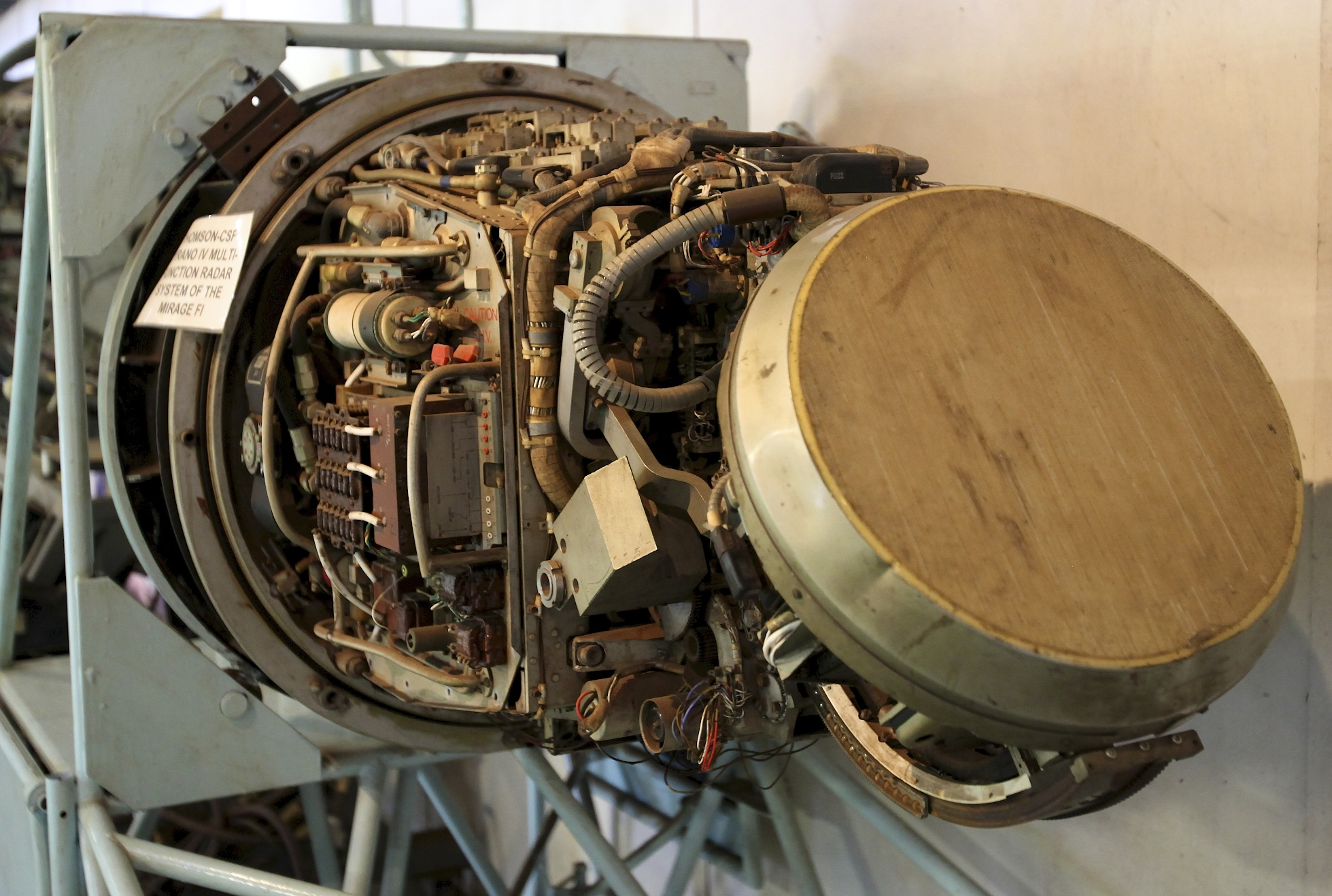
Thomson CSF Cyrano IV

Thomson-CSF was een groot Frans elektronica- en defensiebedrijf. In december 2000 werd het omgedoopt tot Thales Groep.

## Tijdlijn
- 1879 : Oprichting door Elihu Thomson en Edwin Houston van de Thomson-Houston Electric Company in de Verenigde Staten.
- 1892: Op 15 april 1892 fuseerde dit bedrijf met de Edison General Electric Company tot General Electric. Dat jaar werd een afdeling in Frankrijk gevormd die Thomson-Houston International heette.
- 1893: Vorming van de Compagnie Française Thomson-Houston (CFTH) als partner van General Electric. Vanuit dit bedrijf zou het moderne Thomson-CSF ontstaan.
- 1966: Fusie van CFTH met Hotchkiss-Brandt tot Thomson-Houston-Hotchkiss-Brandt. Niet veel later werd dit bedrijf omgedoopt tot Thomson-Brandt.
- 1968: Fusie van de elektronica-afdeling van Thomson-Brandt met de Compagnie Générale de Télégraphie Sans Fil (CSF), waarbij Thomson-CSF werd gevormd. Thomson-Brandt behaalde in 1966 een omzet van zo'n 3 miljard Franse frank en telde 35.000 medewerkers. CSF had ongeveer 28.000 werknemers en behaalde in 1967 een omzet van 1,4 miljard Franse frank.[1] Thomson-Brandt hield een aandeel van 40% in dat bedrijf.
- 1982: Thomson-Brandt en Thomson-CSF werden genationaliseerd door de Franse overheid onder François Mitterrand. Thomson-Brandt werd omgedoopt tot Thomson SA en gefuseerd met Thomson-CSF.
- 1983-87. Het bedrijf werd grondig gereorganiseerd. De focus kwam weer op de kernactiviteiten elektronica en defensie te liggen. Niet-kernactiviteiten zoals telefoon en de medische activiteiten werden respectievelijk aan Alcatel en aan General Electric verkocht. Medio 1987 fuseerde Thomson Semiconducteurs, producent van halfgeleiders, met het Italiaanse SGS Microelettronica, onderdeel van Finmeccanica. De combinatie ging verder als SGS-THOMSON, maar toen Thomson in 1998 het belang verkocht, werd de naam veranderd in STMicroelectronics. In 1987 nam Thomson-CSF de divisie consumentenelektronica en RCA van GE over.
- 1988: Thomson Consumer Electronics werd gevormd.
- 1989: Thomson-CSF kocht een meerderheidsbelang van 79% in Hollandse Signaalapparaten (HSA), Nederlands grootste defensiebedrijf in handen van Philips. In 1988 telde HSA 4900 medewerkers en realiseerde een winst van 40 miljoen gulden op een omzet van ruim 900 miljoen gulden.[2]
- 1995: Hernoeming tot Thomson Multimedia, waarbij de elektronica-activiteiten werden afgesplitst. De defensietak bleef Thomson-CSF.
- 1999: Bedrijven werden opnieuw geprivatiseerd. Thomson Multimedia werd hierna Thomson SA.
- 2000: Start van een aantal overnametransacties. Zo werden de Britse bedrijven Marconi plc en Racal – een producent van defensie-elektronica – overgenomen. Op 6 december 2000 veranderde het bedrijf zijn naam in Thales Groep.